# Томаш Његођиш
Томаш Његођиш (пољ. Tomasz Niegodzisz; Сувалки, 11. јун 1957) је пољски дипломата, амбасадор у Сенегалу (2000–2004), Либану (2007–2013) и Србији (2016–2018).

## Биографија
Томаш Његођиш дипломирао је право на Католичком универзитету “Јан Павел II” у Лублину. Студирао је такође у Екс ан Провансу и Фрибуру.
Дипломатску каријеру је започео 1993. године у Министарству спољних послова Републике Пољске. Од 1997. до 2000. био је директор Пољског института у Минску, а од 2000. до 2004. амбасадор Републике Пољске у Сенегалу и такође Гамбији, ју, Буркини Фасо и Гвинеји. На функцији управника Сектора за јавну и културну дипломатију био је од 2004. до 2007, а потом од 2013. до 2016. Је био амбасадор у Либану (2007–2013). У периоду од 2016. до 2018. био је амбасадор у Србији.